# Перша леді

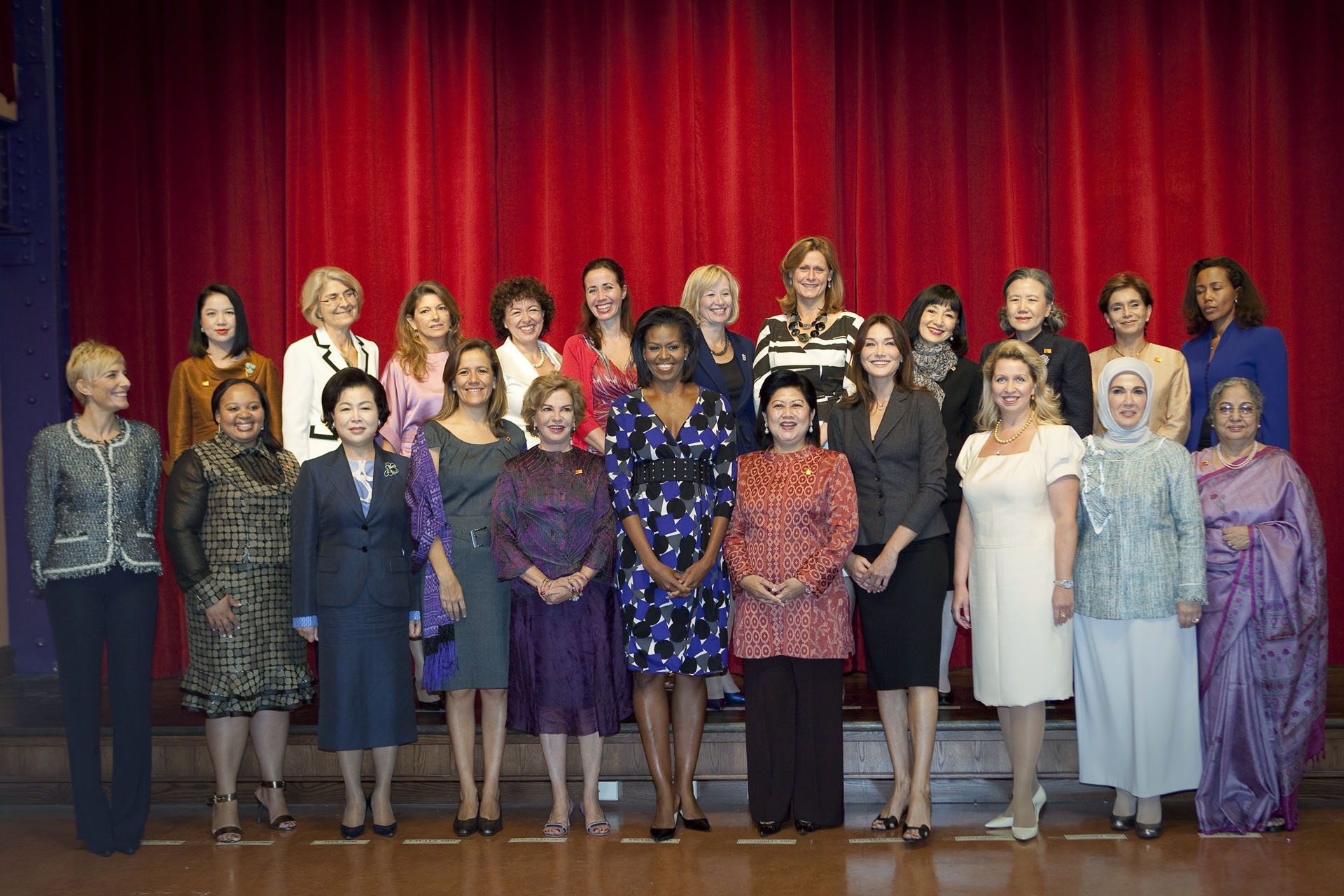
Мішель Обама приймає дружин лідерів Великої двадцятки, High School for Creative and Performing Arts, Піттсбург, Пенсильванія, 25 вересня 2009.

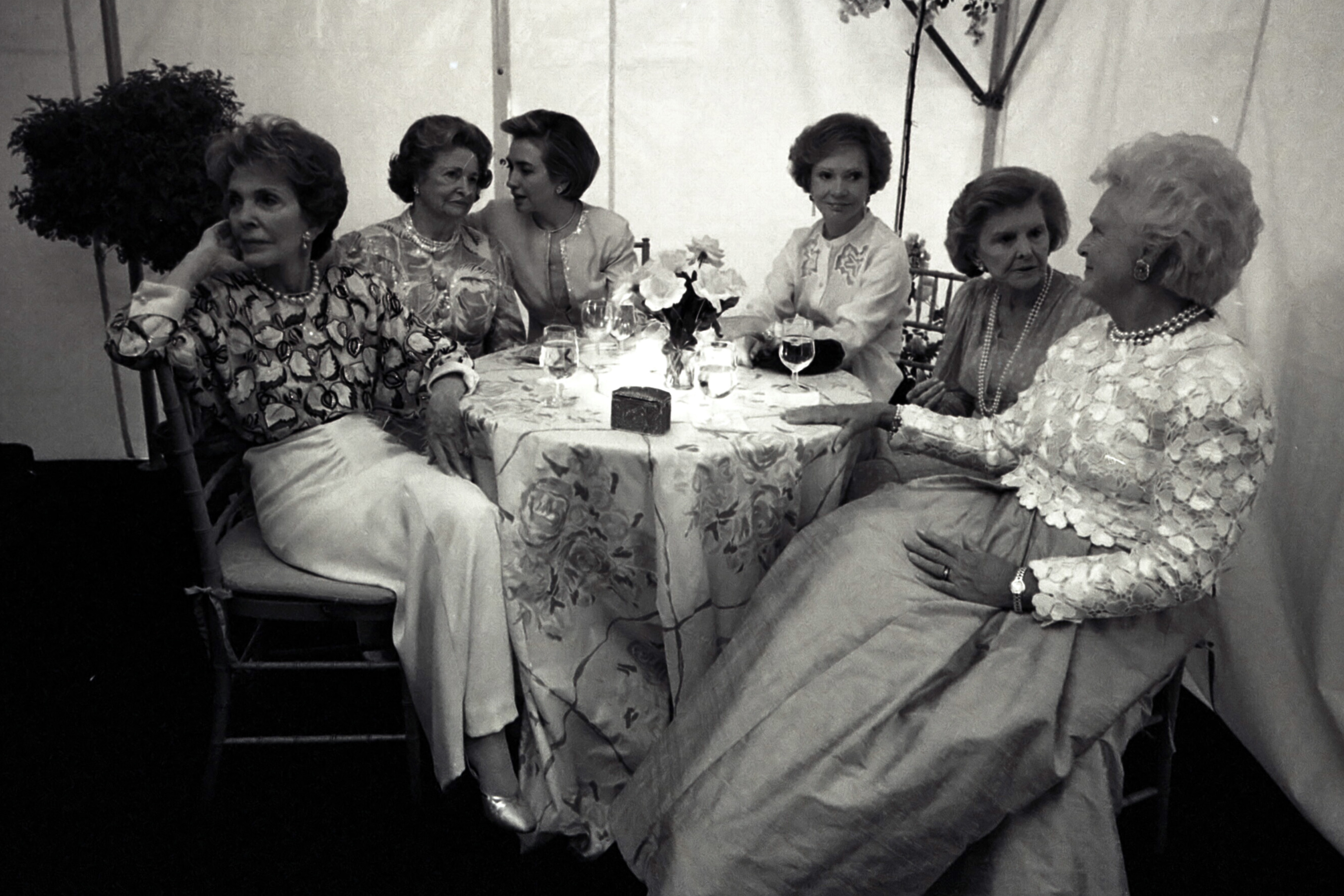
Перші леді США Ненсі Рейган, Леді Бьорд Джонсон, Гілларі Клінтон, Розалін Картер, Бетті Форд та Барбара Буш, National Garden Gala. 11 травня 1994, за тиждень до смерті Жаклін Кеннеді.

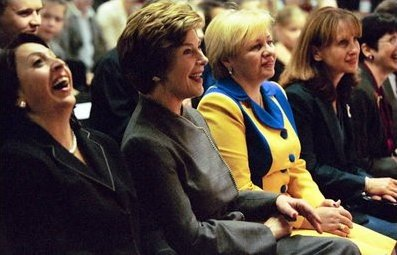
Белла Кочарян (Вірменія), Лора Буш, Людмила Путіна та Зорка Парванова (Болгарія), на програмі про дитячу книгу, Книжковий фестиваль, Москва, 1 жовтня 2003.

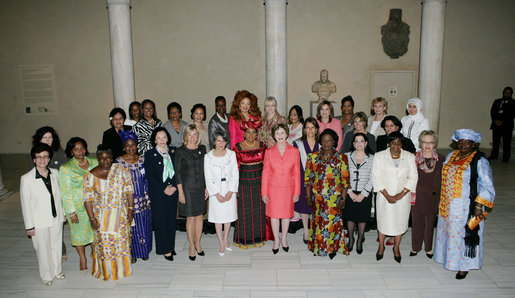
Лора Буш (в центрі, лососевий костюм) приймає 36 перших леді на Симпозіумі Білого дому, Метрополітен, Нью-Йорк, 22 вересня 2008. Чоловіки в цей час були в Генеральній Асамблеї ООН.

Пе́рша ле́ді (англ. First Lady, «перша пані») — неофіційний титул дружини президента або іншого виборного глави держави (крім монарха), глави уряду (в парламентських республіках і конституційних монархіях), котра виконує ряд закріплених за нею обов'язків..

## Тлумачення
Зародившись у США, термін поширився на ряд країн, його перекладають державними мовами.
Перша леді не має офіційної посади і не отримує платні за свою роботу, хоча виконує ряд службових обов'язків Першої леді, серед яких:
- разом з Президентом брати участь у всіх значних заходах Уряду і офіційних церемоніях,
- підтримка дипломатичних стосунків з дружинами і родинами глав інших держав,
- участь в «жіночих програмах» під час офіційних візитів глав держав,
- найчастіше за все, Перша леді займається благодійністю та гуманітарною діяльністю.

Хоча зазвичай виконання обов'язків Першої леді займає більшість часу, і перші леді не працюють деінде, однак пасивний супровід та другорядна роль не завжди влаштовують дружин глав держав, тому вони часто мають суттєвий вплив на президентів і відіграють важливу роль у житті країни, іноді активно втручаються в політичні справи держави (найвідоміші приклади — Елеонора Рузвельт та Ева Перон) або самі йдуть у політику (так, Гілларі Клінтон двічі висувалась на президентський пост США (2008 та 2016), востаннє була однією з основних кандидаток; дві перші леді Аргентини (Ісабель Мартінес де Перон та Крістіна Фернандес де Кіршнер) замінили на посту президента своїх чоловіків (при цьому де Перон стала першою жінкою-президентом в світі); також Соня Ганді).
В Україні титул "Перша леді" неофіційний і стосується дружини Президента. Зі здобуттям незалежності в 1991 пост став високо церемоніальним і рідко відігравав роль в соціальному активізмі. В останні роки намітились деякі зміни, відколи Марина Порошенко, Перша леді з 2014, включалась у розмаїті соціальні ініціативи, зокрема, проєкт інклюзивної освіти та права людей з інвалідністю. Нинішня (з 2019 року) перша леді України — Олена Зеленська.

## Етимологія
Вираз First Lady зародився у США, де рано потрапив у друк: у 1838-му стосовно Марти Вашингтон. Інші джерела зазначають, що в 1849 Закарі Тейлор назвав Доллі Медісон «першою леді» на її врочистому похороні, цитуючи власноруч написану промову, проте копії цієї промови не знайшлося. Називати «першою леді» стали Гарієт Лейн — племінницю 15-го президента Джеймса Б'юкенена (був неодружений). Поширення термін набув у 1877 р., застосований до Люсі Вебб Гейз, дружини Резерфорда Гейза, завдяки її популярності вираз нарешті закріпився в пресі.
Перший джентльмен (англ. First Gentleman) — чоловічий еквівалент титулу для країн, де подружньою парою глави держави був чоловік (наприклад, чоловіки Мегаваті Сукарнопутрі (Індонезія), Мері Робінсон, Мері Макеліс (Ірландія), Глорії Макапагал-Арройо (Філіппіни), а також у Хорватії, на Мальті). У США чоловік ніколи не був парою, тому терміном First Gentleman у Штатах позначають чоловіка губернаторки.
Термін First Spouse, рідкісна версія титулу, може вживатись у випадку будь-якої статі подружжя, в цілях просування гендерної рівності та нейтральності. Проте в перекладі на мови з граматичним родом термін втрачає нейтральність (дослівно перекладається як «перший чоловік» чи «дружина»).
У США людина, що займає президентську посаду, і її шлюбний партнер (партнерка) називаються Першою парою (англ. First Couple) та, якщо мають дітей, часто описуються як Перша родина (англ. First Family).
| Країна            | Керівна особа                                          | Подружня пара керівної особи |
| ----------------- | ------------------------------------------------------ | --- |
| Австралія         | Прем'єр-міністр Австралії                              | Нещодавно визначена як «неофіційна перша леді» країни. |
| Азербайджан       | Президент Азербайджану                                 | «Birinci xanım». |
| Болгарія          | Президент Болгарії                                     | «Първа дама» |
| Бразилія          | Президент Бразилії                                     | «Primeira-Dama» |
| Вірменія          | Президент Вірменії                                     | «Հայաստանի Առաջին տիկին» («Перша леді Вірменії)». |
| Греція            | Прем'єр-міністр Греції (роль Президента церемоніальна) | «Proti Kyria» |
| Індія             | Президент Індії                                        | «First Lady» використовується рідко; поширений «Wife of The President» чи інформативніше, President's wife/spouse/husband. |
| Індонезія         | Президент Індонезії                                    | «Ibu Negara» (Леді/Мати Країни) |
| Ірландія          | Президент Ірландії, Прем'єр-міністр Ірландії           | «Перша леді» (ірл. an Chéad Bhean) не використовується офіційно, проте частий у медіа щодо дружини Президента чи, рідше, прем'єра. Для чоловіка жінки-президента використовувався термін «Перший джентльмен». Лео Варадкар, перший гей на посаді прем'єра, казав, що не планує посади Першого джентльмена для свого партнера.                           |
| Камбоджа          |                                                        | Термін «Lok Chumteav» |
| Колумбія          |                                                        | Застосовується термін «Primera Dama» |
| Малаві            | Президент Малаві                                       | За строку неодруженого Камузу Банда була посада «Офіційної хостес» (обов'язки аналогічні до Першої леді), яку посідала Сесілія Кадзаміра. |
| Мальдіви          |                                                        | First Lady of Maldives для президентського офісу, офісів уряду, почесних гостей. |
| Нігерія           | Президент Нігерії                                      | «Перша леді» періодично; офіційного титулу дружина Президента не має, але отримує таке ж звертання, ясновельможність (Excellency). Shehu Shagari був полігамістом, і звання першої леді не отримала жодна з його дружин. |
| Нова Зеландія     | Прем'єр-міністр Нової Зеландії                         | «Перша леді» зрідка в пресі, неофіційно. |
| Пакистан          | Прем'єр-міністр Пакистану                              | خاتون اول (читається Khatoon-e-Awwal) позначає дружину Мухаммеда, Хадіджу. Використовувався для дружини міністра. |
| Перу              | Президент Перу                                         | Primera Dama. |
| Південна Корея    | Президент                                              | «Yoeong-boo-in» (영부인/令夫人). В еру Пак Чон Хі роль Першої леді переходила до старшої доньки Президента, якщо дружина недієздатна. |
| Польща            | Президент Польщі                                       | Pierwsza Dama, також Pani Prezydentowa. |
| Тайвань           | Президент                                              | Перша леді |
| Тринідад і Тобаго | Президент                                              | Перша леді |
| США               | Президент США                                          | Перша леді для дружини глави держави, уряду, чи їх родичок, якщо вони виконують роботу Перших леді; іноді в переносному значенні, стосовно поля діяльності, у якому жінка відіграє ключову роль, добилась визначних успіхів чи посідає чільне, авторитетне місце.                                                                                       |
| Філіппіни         | Президент Філіппін                                     | Гендерно-нейтральне First Spouse (Unang Kabiyák) через безгендерність багатьох філіппінських мов та президентське подружжя обох статей. «Перша леді» (Unang Ginang) для дружини (також вживався до прямої родички Президента-вдівця, що служила на посаді. Першим джентльменом (Unang Ginoó) був чоловік 14-ї жінки-президента Глорії Макапагал-Арройо. |
| Франція           | Президент Франції                                      | Петиція проти змін у статусі зібрала більше 275 000 підписів, і уряд Франції оголосив, що Бріджит Макрон не обійматиме офіційного титулу Першої леді. |
| Хорватія          | Президент Хорватії                                     | Supruga Predsjednika Republike (Дружина президента республіки) чи Suprug Predsjednice Republike (Чоловік президентки республіки), рідко Prva dama (Перша леді) та Prvi gospodin (Перший джентльмен). |
| Чехія             | Президент Чехії                                        | První dáma |

## Списки перших леді
- Список перших леді України
- Список перших леді США
- Список перших леді Росії
- Список перших леді Польщі
- Список перших леді Франції
- Список перших леді Китаю
- Список перших леді Туреччини